# Рубас (река)
Руба́с (Рубасчай) — река, протекающая по территории Табасаранского, Курахского и Дербентского районов Дагестана.
Длина реки — 92 км. Площадь водосборного бассейна — 1180 км².

## География
Берёт начало из родников на северо-восточном склоне одного из хребтов внутреннего Дагестана в 3,4 км юго-восточнее горы Джуфу-Даг, и впадает в Каспийское море близ сел Арабляр и Моллакент.

## Гидрология
Река характеризуется паводочным режимом в теплую часть года и зимней меженью. Наибольшие за год расходы воды обычно формируются при выпадении дождей. Летние дождевые паводки иногда носят катастрофический характер. Средний годовой расход — 1,01 м³/с, максимальный — 59,3 м³/с.

## Притоки
Наиболее крупные притоки: Афначай, Ханагчай, Карчаг-су, Камышчай. В низовье в реку периодически сбрасываются воды из Самур-Дербентского канала.

## Изучение реки и водохозяйственное значение
Изучение реки производилось на гидрологических постах Хучни и Хошмензиль. Воды реки используются для орошения — в 3 км выше села Рубас берёт начало канал имени Куйбышева.

## Археология
В устьевой части реки на её правом берегу, примерно в 3 км выше по течению от села Чулат на протяжённом террасовидном уступе, на высоте ~ 30 м над урезом воды находится многослойная палеолитическая стоянка Рубас-1, ашельские слои которой датируется временем бакинской трансгрессии (Q1b) ~600 тыс. лет назад. Наиболее древние находки на местонахождении связаны со слоем 5 и представляют собой мелкоорудийную индустрию начальных этапов раннего палеолита, характеризующаяся большим количеством изделий малых размеров (~ 2-4 см), частым использованием несколовых основ (осколки, обломки), а также слабой типологической выраженностью и неустойчивостью орудийных форм, среди которых преобладают предметы с разнообразными выемками, шиповидными выступами и скребловидные изделия. Время начала формирования культуросодержащего слоя на комплексе Рубас-1 соотносится с финальной стадией акчагыльской трансгрессии Каспийского моря и имеет возраст ~ 2,2—2,3 млн л. н., что позволяет считать комплекс Рубас-1 одной из древнейших археологических индустрий на Кавказе и в Евразии в целом. Абсолютная датировка из пеплового горизонта в оползневых телах реки Рубас — 1,5 ± 0,04 млн лет назад. Недалеко от места впадения в Рубас реки Карчаг-Су находится группа местонахождений Шор-Доре-1-6, культуросодержащий слой которых датируется позднебакинским временем (0,4—0,3 млн л. н.).